# Gogoşu
Gogoşu es una comuna ubicada en el distrito de Dolj, Rumania.

## Superficie
Posee una superficie de 43,07 kilómetros cuadrados.

## Demografía
Hasta 2021 la población era de 523 habitantes, con una densidad de población de 12,14 habitantes por kilómetro cuadrado.